# レッド吉田
レッド 吉田（レッド よしだ、本名：吉田 永憲（よしだ ながのり）、1965年（昭和40年）10月30日 - ）は、日本のお笑いタレント。お笑いコンビ・TIMのツッコミ担当。
京都府出身。ワタナベエンターテインメント所属。血液型はO型、身長180cm、体重80kg。

## 来歴
京都市立九条中学校卒業。私立東山高等学校を経て佛教大学卒業。
高校時代は野球部に所属し、登板機会は無かったが控え投手として夏の甲子園に出場した経験を持つ。
大学卒業後は一時会社員として働いていたが、役者を志して1990年に上京。最初に住んだアパートで隣の部屋の住人だった松本政彦（のちのゴルゴ松本）と出会う。1994年に松本とコンビ「TIM」を結成。「レッド吉田」という芸名は、吉田本人が極度の赤面症であることに由来する。TIMではツッコミ担当。
テレビ出演初期は、目立つキャラクターの相方ゴルゴとは対照的に目立てず、爆笑を取るキャラクターでもなかったが、『内村プロデュース』でミニコーナー「今日のレッド」（2001年～）を任され、5文字の言葉やニセ英語などを独特のイントネーションで述べる「レッド語」（後述）を駆使した「レッドワールド」を確立した。また相方ともども野球の実力を買われ、とんねるずの番組の野球企画の常連にもなっていた（1990年代後半にとんねるずのみなさんのおかげでしたに出演、以降もとんねるずのスポーツ王は俺だ!に毎年出演）。とんねるずの石橋貴明、木梨憲武の両名とは今も親交がある。
2006年に映画『ピーナッツ』に出演して以降、テレビドラマ・映画で俳優としても活動。また5児を持つ子煩悩な父親として、育児や家庭に関連した番組やコメンテーターとしての出演が増えた。

## 人物
- 若手時代に一般人の女性と結婚し、現在5児の父（2011年2月1日に第5子が誕生）。日々の子どもたちの成長ぶりに感激して涙するなど、非常に子煩悩である。先述したようにレッドは野球部出身で次男も高校時代に野球部に入っていた[3]。
- 相方ゴルゴ松本は年齢でさん付けか呼び捨てかを決めるのに対して、レッド本人は芸歴で決めている。そのため、Take2の東貴博にはゴルゴは「東!」と呼ぶのに対して、レッドは「東さん」と呼ぶ。ただし、ネプチューンの堀内健やくりぃむしちゅーの有田哲平に対しては呼び捨てにしてる。2012年9月9日放送の「東西芸人いきなり!2人旅」（朝日放送）で博多華丸と共演した際には、芸人としての芸歴は博多華丸の方が4年先輩だが、役者時代から数えるとレッド吉田の方が芸歴が2年長いため、このような場合は吉田の方が先輩として接している。
- 『内村プロデュース』にて結成された音楽ユニット「NO PLAN」内では歌唱力があるほうである。個々の歌声を解析したところ、メンバー内でただ1人、ほぼリズムを外さずに歌えていることが判明した。ただしメンバーのレベル自体が極端に低い事もあるため、メンバーのさまぁ〜ずの大竹一樹は「どっこいどっこい」と評している。
- 昔から無類のギャンブル好きで、引越し直後に年下のゴルゴに金を借りに行ったり、ロケ後の打ち上げに来ないと思ったら大井競馬場に1レースだけ馬券を買いに行っていた（ラジオでの内村光良の話）などの一面を持つ。競馬情報番組への出演が多い。

## 芸風
ギャグでは後述の「レッド語」が代表的である。またすべり芸を得意とする芸人であり、『中井正広のブラックバラエティ』の「すべり芸スタメン」を決めるという企画で2番打者に選ばれた。出演者曰く「安定してすべる」。あだ名の「楽屋王」は、楽屋ではよく喋るが、カメラが回ると途端に黙り込んでしまうことから付けられた。

### レッド語（5文字ネタ）
意味があるなしに関わらず、短い単語を独特の抑揚とテンポで一気に押し通すレッド吉田独特のギャグである。TIMが人文字で脚光を浴び始めた頃は、積極的に動くゴルゴのみに注目が集まっていたが、このレッド語の確立によりひいてはレッド個人の知名度を押し上げるきっかけにもなった。
そのはじまりは、テレビ朝日系列のバラエティ番組『内村プロデュース』の中でレッドが何ら脈絡もない不可思議な単語を叫ぶネタを繰り返していたことによる。当時「ひとりで爆笑を取りたい」と悩んでいたレッドに日の目を見させてあげようと、番組MCの内村光良が同番組のエンディングコーナーとして『今日のレッド』というコーナーを立ち上げた。これは、内村の合図とともに毎週3本（不甲斐ない場合は「おまけ」がつく）新作のレッド語を披露するというもので、ネタ発表前に焦りながらネタ帳を取り出し確認するレッドの様子も含めて人気コーナーとなった。
また、大喜利コーナーでレッド語を使用すると、それをさまぁ〜ずやゴルゴ松本も真似しレッド語を使った解答を次々と繰り出すことがある。この状態は「レッドゾーン」と呼ばれている。これを利用して、めちゃイケの企画である「お笑い格闘技・極笑」にゴルゴが出演した際にネタ切れになったゴルゴにレッドがアドバイスし、レッドのネタを使った結果ゴルゴが優勝したこともある。優勝を決めた時に相手である中川家礼二に使用したネタは「パンパン!ここJAPAN!」である。
『内村プロデュース』から派生した音楽グループ・NO PLANのアルバム『NO PLAN』には、5文字ネタを集めてリミックスしたふかわりょうプロデュースの「内P “COCO JAPAN” Remix」という楽曲が収められている。

#### 5文字ネタ
レッド語の中で特に代表的なもの。「ロドリゲス」のように真ん中に強勢を置いて発音するのが特徴。国名・地名が多いのは、ネタを考える時に自宅のトイレのドアに貼ってある世界地図を見ているためであると、ラジオ「さまぁ〜ずの逆にアレだろ!?」で発言している。
- サナダムシ
- ロドリゲス（家族を紹介します、母ちゃん 父ちゃん ロドリゲス！）
- ゴリライモ
- コスタリカ、タスマニア、エクアドル、スリランカ、コロンビア、ブカレスト、モンロビア、ベネエズラ、ブタペスト

#### その他
- ジ・コンパクト
- ウェスポン
- チェベックス
- ワセラライ（『あせらない』の意、内村は内P最終回で『忘れない』の意で使用。雰囲気なので特に決まりなし。）
- ちょうだいちょうだい 魂ちょうだい
- パン パン ここジャパン（ポンポン、ココ日本）
- トン・トン・ワシントン!（ありがトントン・ワシントン）（カンカン・アメリカン）
- Oh! ギリギリの5ミニッツ!
- カモン!ラストサムライ!
- テクテクテク今何時？ひじ!
- 脇汗パラダイス（他にも、物がたくさんあれば○○パラダイスとして色々応用している）
- ファーイナルジャケッツ！
- ぞ〜うさん ぞ〜うさん お鼻がパーフェクト!
- 位置について、よーいドミニカ!
- 友達の友達が 生稲晃子!
- Oh! チャンネルひねればみのもんた!
- ウナギでもアナゴでもヌルヌルフィーリング!
- どうしてうさぎさんは目が赤いの? 寝てないから!
- 裸で抱き合いたいなら 行けよ両国国技館!
- 力の限りカナディアン!（NO PLANアルバム『LAST PLAN』より）
- 思い切ってパパとラクロス!（同上）
- オオサキのカットメン!
- このあたりがロッカッケー!!

他に脈絡なしに『the』『もしくは』を付けるものなど。

## 出演番組
TIMとしての出演作品はTIMの項を参照。

### バラエティ
- ネプリーグ (2005年8月29日-2009年9月28日、4回出演、フジテレビ)
- ラジかるッ（日本テレビ系、2006年4月3日 - 2009年3月27日）金曜日レギュラー
- フットンダ（中京テレビ）準レギュラー
- 弟子っちょピカ丸（日本テレビ、2008年10月4日 - 2009年3月28日）
- Ya-Ya-yah（テレビ東京）
- オレワン（フジテレビ系）
- TVチャンピオン2（テレビ東京、2006年10月19日 - 2008年9月18日）
- おもいッきりDON!（日本テレビ系、2009年10月6日 - 2010年3月26日）火曜日パネリストとしてレギュラー出演。
- DON!（日本テレビ系、2010年3月29日 - 9月27日）月曜日パネリスト
- 関口宏の東京フレンドパークII（TBS系、2010年9月13日）
- PON!（日本テレビ系、2010年10月 - 2013年3月）月曜日レギュラー
- ワールドスポーツMLB（NHK BS1、2016年4月 - 2016年11月）土曜日キャスター
- 有吉×巨人（日本テレビ、2019年3月28日 - ）不定期出演
- 球辞苑 〜プロ野球が100倍楽しくなるキーワードたち〜（2021年2月13日、NHK BS1）
- 有吉ゼミ（日本テレビ）「みやぞん、別荘を買う」などコーナー出演
- 競馬ブロス（2024年10月 - 、グリーンチャンネル）準レギュラー

### 情報番組
- メジャーリーグ宣言2012（2012年4月30日、テレビ東京）
- MLB宣言2013（2013年4月28日、テレビ東京）
- MLB宣言2014（2013年6月01日、テレビ東京）
- ほし☆おび（毎日放送）
- 原宿AbemaNews（2016年4月11日 - 2018年4月1日、AbemaTV）月曜日コメンテーター→不定期コメンテーター
- マイナビオールスターゲーム2018第1戦[4]、第2戦[5]（2018年7月13日、14日、AbemaTV）
- 虎ノ門市場（テレビ東京）
- おウチde買いまSHOW

### ラジオ
- GMOクリック証券presents トレードアイランド学園 (TBSラジオ、2023年4月4日 - 2024年9月24日)[6]
- 祝100年！いとしの甲子園（2024年8月3日、NHKラジオ第１）[7]

### 舞台
- 風雲!エドロポリス（NHK教育、天才てれびくんMAX 2003年8月） - エドロポリス園長 烈怒之助 役
- 天才てれびくんMAX〜モンキー座のゴルゴ13面相（NHK教育、天才てれびくんMAX 2004年2月） - レッド監督 役
- プラズマ宇宙旅行ロック星の叫び（NHK教育、天才てれびくんMAX2004年8月） - レッド隊長 役
- テンタニック号 危機一髪!!プラズマ大歌合戦（NHK教育、天才てれびくんMAX2004年1月） - レッド隊長 役
- ユゲデールを救え!!てれび戦士史上最大の危機（NHK教育、天才てれびくんMAX2005年8月） - レッド長官 役
- チャイルドスターを救え!!未来はボクラのもの（NHK教育、天才てれびくんMAX2006年8月） - レッド司令 役

### テレビドラマ
- 冗談でしょッ!離婚予定日（2004年5月 - 7月、CBC制作・TBS系 ドラマ30）- 木下啓輔 役
- 吾輩は主婦である（2006年5月 - 7月、TBS系 愛の劇場）- ひろし役
- だめんず・うぉ〜か〜（2006年10月 - 12月、テレビ朝日系）- 二宮利生 役
- プラズマ界（2004年4月 - 2005年1月、NHK教育 天才てれびくんMAX）- レッド隊長 役
- ユゲデール物語（2005年4月 - 2006年1月、NHK教育 天才てれびくんMAX） - レッド長官 役
- 新ユゲデール物語（2006年4月 - 2007年1月、NHK教育 天才てれびくんMAX） - レッド長官 役
- 行列のできる法律相談所「TEAM NACS事件簿」（2021年4月25日、日本テレビ） - 森崎博之 役[8]

### 映画
- ピーナッツ（2005年、内村光良監督）- 赤岩登 役
- 木更津キャッツアイ ワールドシリーズ（2006年、金子文紀監督）- 村杉職員 役
- 劇場版ポケットモンスター ダイヤモンド&パール ギラティナと氷空の花束 シェイミ（2008年、湯山邦彦監督） - ムース 役（※レッド博士名義）

### Webドラマ
- SICK'S 恕乃抄 〜内閣情報調査室特務事項専従係事件簿〜 第壱話（2018年4月、Paravi） - 大橋巨峰 役
- SICK'S 覇乃抄 〜内閣情報調査室特務事項専従係事件簿〜 第六話（2019年3月、Paravi） - 大橋巨峰 役

### オリジナルビデオ
- DiGi mation 4 天外魔境 電々の伝 電脳電撃カブキ伝（ハドソン）- TIM結成前に、ゴルゴ松本とともに出演。

### 劇場アニメ
- クレヨンしんちゃん 嵐を呼ぶ!夕陽のカスカベボーイズ（2004年、水島努監督） - NO PLAN 本人役

### ドキュメンタリー
- 仕事ハッケン伝（NHK総合、2012年8月30日）
  - 日刊スポーツ報道カメラマンに挑戦する企画で、実際に吉田本人が撮影した写真が本名クレジット入りで同紙に掲載された。

### CM
- 富士通 FMV（2009年）
- ネスレ ネスカフェ エクセラ「エクセラで、ラテ!・strong編」（2011年） - 中山秀征、恵俊彰と共演

## 雑誌連載
- レッド吉田の親バカ子育てパラダイスっ!（女性自身・実話を元に、漫画家まるちゃんの絵で綴られた4コマ漫画2本、もしくは8コマ漫画。話数の単位は「○○ウェスポン」）